# Адитивен бял гаусов шум
Адитивният бял гаусов шум (съкратено АБГШ, на английски: Additive white Gaussian noise, AWGN) е модел на шум в теорията на информацията, с който се наподобява ефекта от множество случайни процеси, които се срещат в природата. Отделните думи имат следните значения:
- адитивен защото се прибавя към всеки шум, който може да е вътрешен за информационната система.
- бял означава, че мощността му е равномерна по цялата честотна лента на информационната система. Аналогията е с белия цвят, съставен от излъчването на всички честоти във видимия спектър.
- гаусов защото има нормално разпределение (разпределение на Гаус) по отношение на времето със средна стойност нула.

Случайните процеси в природата, които могат да генерират шум, имат най-разнообразни източници: топлинните вибрации на атомите (например шум на Джонсън–Найкуист в проводниците), статичен шум, термално излъчване от Земята и нагрети обекти или от небесни източници като Слънцето. Централната гранична теорема на теорията на вероятностите гласи, че сумирането на множество случайни процеси ще има разпределение на вероятностите, което клони към нормално или Гаусово.
АБГШ се използва често при моделирането на комуникационен канал, при който комуникацията се влошава от прибавянето на бял шум с постоянна спектрална плътност (изразена като Ватове за единица честотна лента (W/Hz), и амплитуди с гаусово разпределение. Моделът не отчита ефекти като фадинг, честотна селективност, интерференция, нелинейност или дисперсия. Този модел дава прост и гъвкав математически начин да се вникне в детайли в основното поведение на дадена система преди да се отчетат и други явления.
Моделът на АБГШ е полезен при изследване на работата на сателитни и космически комуникационни канали. Той не е добър модел за самостоятелно използване при повечето от наземните далекосъобщения, поради наличието на теренни особености, интерференция и др. Най-често в този случай той се съчетава с добавяне на вторични ефекти като множество алтернативни пътища, интерференция и др.
|  | Тази страница частично или изцяло представлява превод на страницата Additive white Gaussian noise в Уикипедия на английски. Оригиналният текст, както и този превод, са защитени от Лиценза „Криейтив Комънс – Признание – Споделяне на споделеното“, а за съдържание, създадено преди юни 2009 година – от Лиценза за свободна документация на ГНУ. Прегледайте историята на редакциите на оригиналната страница, както и на преводната страница, за да видите списъка на съавторите. ВАЖНО: Този шаблон се отнася единствено до авторските права върху съдържанието на статията. Добавянето му не отменя изискването да се посочват конкретни източници на твърденията, които да бъдат благонадеждни. |